# Narimantas
Narimantas o Narimunt (battezzato in Hleb) (1294 – 2 febbraio 1348) era il secondo figlio maggiore di Gediminas, Granduca di Lituania. Durante vari periodi della sua vita, governò Pinsk e Polack. Nel 1333 fu invitato dai nobili di Novgorod a governare e proteggere i territori più a nord, ovvero Ladoga, Orešek e Korela. Avviò la tradizione del corpo di mercenari lituani in servizio proprio a nord di Novgorod, sul confine svedese durato in essere fino alla caduta di Novgorod per mano di Mosca nel 1477.

## Biografia
Poco si sa dei primi anni della sua vita. Intorno al 1338, l'Orda d'Oro lo fece prigioniero. Il sovrano moscovita, Ivan Kalita, lo riscattò dai tatari e lo tenne a sua volta in ostaggio a Mosca per alcuni anni.
Narimantas prese le parti di suo fratello Jaunutis quando fu deposto da Algirdas e Kęstutis nel 1345. Per evitare di finire ucciso dai suoi fratelli più giovani, fuggì da Vilnius nell'autunno del 1344. Narimantas viaggiò alla corte di Jani Beg, khan dell'Orda d'oro, chiedendo sostegno contro Algirdas. Anche se non riuscì ad ottenere il supporto sperato, pare abbia sposato una principessa tatara (probabilmente come seconda moglie). Dopo aver fatto ritorno in Lituania, Narimantas si riconciliò con Algirdas; morì mentre conduceva la battaglia della Strėva contro i Cavalieri Teutonici il 2 febbraio 1348. Fra i suoi discendenti vi sono i principi Kurakin, Golicyn, Chovanskij e Korecki.
Accettò il sacramento del battesimo nel 1333 o poco prima presso Velikij Novgorod. Ciò lo escluse nella successione di suo padre come sovrano dei lituani, nonostante il suo diritto di primogenitura. La Lituania era ancora infatti uno stato che non aveva abbracciato il cristianesimo nel continente europeo.

## Figli

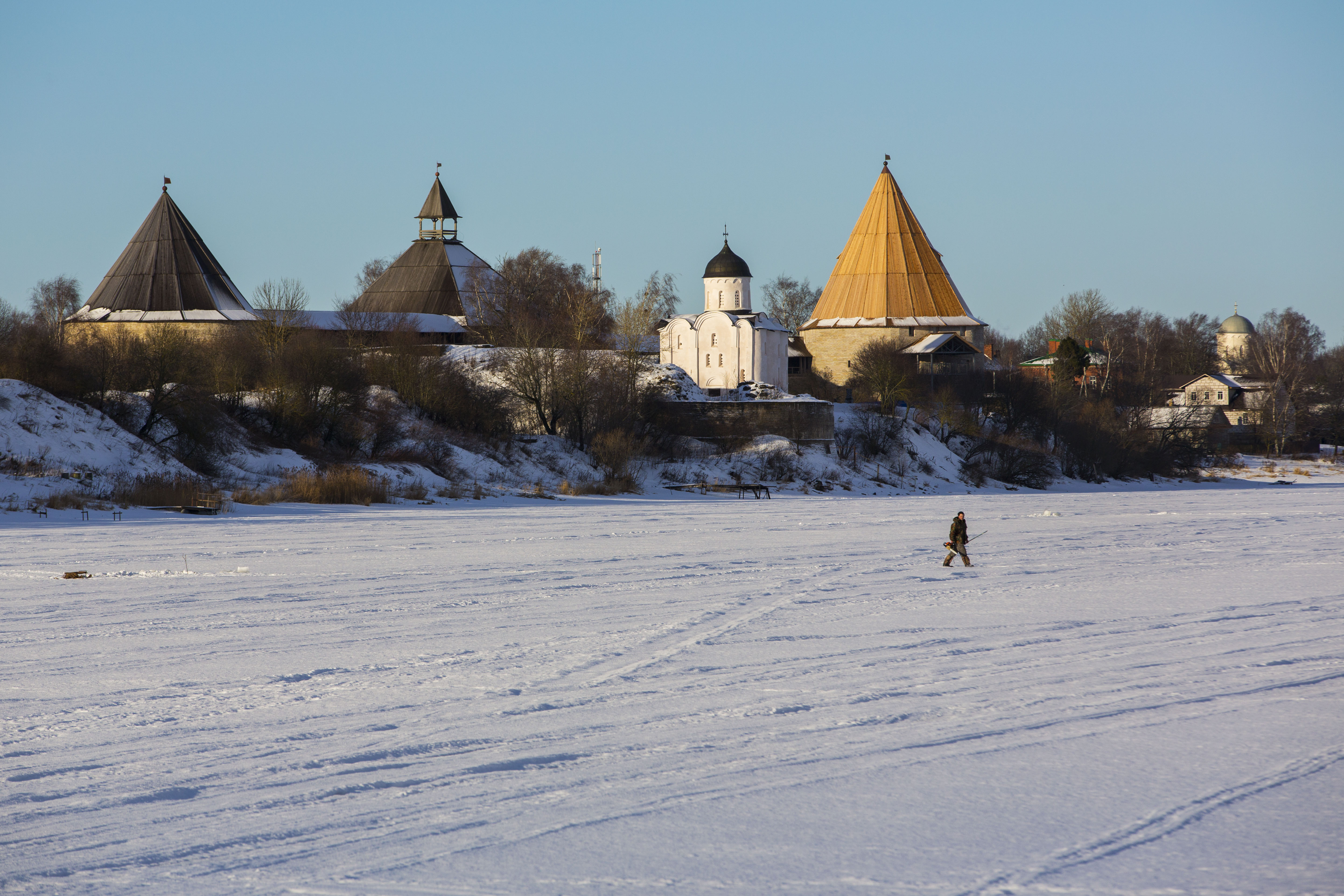
La fortezza di Ladoga

Si ritiene che Narimantas ebbe cinque figli, quattro dei quali ereditarono ducati ruteni, mentre uno la Podolia:
- Aleksander (morto dopo il 1386), principe di Podolia
- Jurij (morto nel 1392), principe di Belz
- Nikolai, principe di Pinsk
- Patrikas (morto intorno al 1387), principe di Starodub-Severskij
- Simeone (morto dopo il 1386)

Il genealogista e storico polacco Józef Puzyna confuta fortemente l'affermazione secondo cui la discendenza di Narimantas sarebbe nata da una moglie tatara. In particolare, la sua tesi si fonderebbe sul fatto che i nomi dei figli di Narimantas indicano che la madre fosse una donna rutena di fede ortodossa.
Altri genealogisti ritengono sua moglie fosse Marija, figlia di Tokta (morta nel 1312 circa), khan dell'Orda d'Oro. In alternativa, un'altra teoria vuole che a sposare Narimantas fu Maria Paleologa (nata nel 1297), figlia bastarda di Andronico II Paleologo, imperatore di Costantinopoli.

## Polemonidi
Narimantas è anche il nome di un membro della dinastia polemonide, una genealogia leggendaria creata nelle cronache lituane del XVI secolo che nobilitasse le origini della famiglia di Mindaugas. Si tratta di un personaggio che però non è mai esistito realmente.